# Behaarte Spatzenzunge
Die Behaarte Spatzenzunge (Thymelaea hirsuta) ist eine Pflanzenart aus der Gattung Spatzenzungen (Thymelaea) innerhalb der Familie der Seidelbastgewächse (Thymelaeaceae). 

## Beschreibung

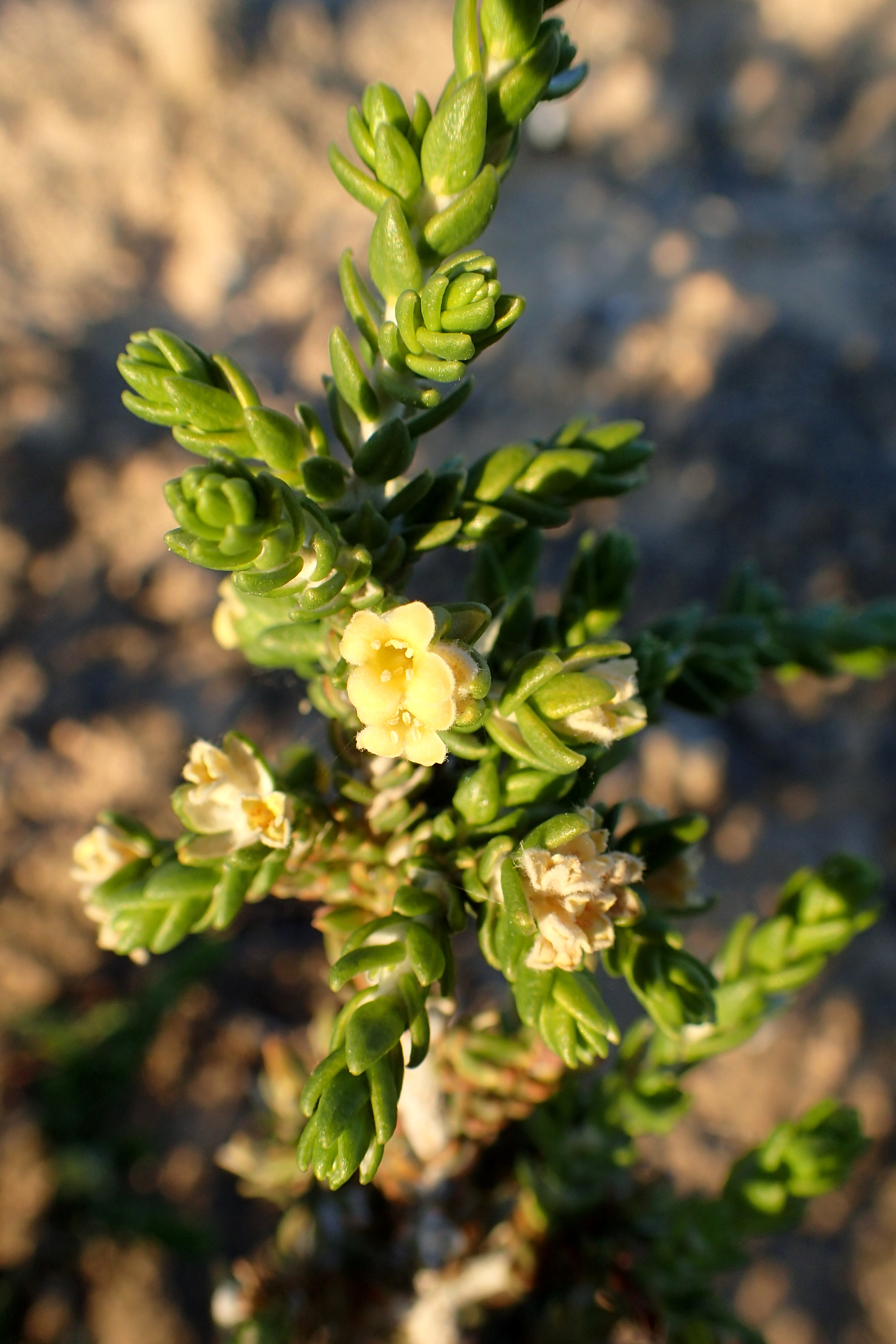
Zweig mit Blättern und Blüten

### Vegetative Merkmale
Die Behaarte Spatzenzunge wächst als verzweigte Strauch, der Wuchshöhen von 40 bis 100 Zentimetern erreicht. Die Rinde, der meist überhängenden oder aufrechten Zweige ist im jungen Zustand weißfilzig behaart.
Die schuppenförmigen, etwas fleischigen Blätter sind 3 bis 8 Millimeter lang und dachziegelartig angeordnet. Die zur Achse gewandte Seite ist weißfilzig, die andere glänzend grün. Diese bereits etwas sukkulenten Blätter sind Anpassungsmerkmale an eine xerophytische Lebensweise.

### Generative Merkmale
Die Blütezeit reicht von Oktober bis Mai. Die Blüten stehen einzeln oder bis zu fünft. Die zwittrigen oder eingeschlechtigen Blüten sind vierzählig und 4 bis 5 Millimeter lang. Die vier Kelchblätter sind innen gelb, außen weiß seidig behaart.
Die Chromosomenzahl beträgt 2n = 36.

## Vorkommen
Das Verbreitungsgebiet umfasst fast den gesamten Mittelmeerraum und besonders alle ans Mittelmeer angrenzenden Länder. Die Behaarte Spatzenzunge ist an extrem trockene Standorte angepasst und gedeiht von der Garigue bis zur Halbwüste.